# Rich Kid Blues
Rich Kid Blues — студийный альбом Марианны Фейтфулл, записанный в 1971 году под названием Masques и впервые выпущенный в 1985.

## Об альбоме
Альбом был спродюсирован Майком Линдером, который работал с Фейтфулл в 1960-х годах. Линдер надеялся разместить альбом на Bell Records, но, несмотря на некоторые первоначальные положительные отзывы, Bell отклонил альбом после его завершения. 12 песен были записаны на этих сессиях 1971 года и, после успеха её альбома 1979 года Broken English, были впервые выпущены в 1985 году на сборнике Castle Communications Rich Kid Blues, в который была добавлена большая часть материала с её альбома 1978 года Faithless. Предыстория альбома представлена на сайте Faithfull Forever.

## Релизы
Записанный в 1971 году, альбом был впервые выпущен в 1985 году на сборнике Castle Communications (набор из двух пластинок) Rich Kid Blues, в который была добавлена большая часть материала с её альбома 1978 года Faithless (который был в основном переизданием её альбома 1976 года Dreamin' My Dreams).
Выпущен на CD в 1998 году лейблом Diablo Records, дочерней компанией Demon Music Group.
Выпущен на CD в Великобритании в 2000 году как True: The Collection на Music Club Records.
Выпущен на CD в 2002 году в Великобританией компанией Edsel Records.
CD-версия An Introduction to Marianne Faithfull (Universal Records 620638044520) Канада, 2006 год.
Выпущен ограниченным тиражом на виниле в День музыкального магазина 22 апреля 2017 года лейблом Demon Records.
В июле 2018 года Demon снова переиздал альбом.

## Список композиций
1. «Rich Kid Blues» (Терри Рид) — 4:17
2. «Long Black Veil[англ.]» (Дэнни Дилл[англ.], Мариджон Уилкин[англ.]) — 3:00
3. «Sad Lisa» (Кэт Стивенс) — 2:28
4. «It's All Over Now, Baby Blue» (Боб Дилан) — 3:50
5. «Southern Butterfly» (Тим Хардин) — 3:16
6. «Chords of Fame[англ.]» (Фил Оукс) — 3:46
7. «Visions of Johanna» (Боб Дилан) — 4:36
8. «It Takes a Lot to Laugh, It Takes a Train to Cry[англ.]» (Боб Дилан) — 3:54
9. «Beware of Darkness[англ.]» (Джордж Харрисон) — 3:30
10. «Corinne, Corinna» (Бо Чатман, Дж. Мэйо Уильямс, Митчелл Пэриш) — 2:32
11. «Mud Slide Slim» (Джеймс Тейлор) — 3:38
12. «Crazy Lady Blues» (Сэнди Денни) — 2:04